# Ali Khan (Schauspieler)
Ali Khan (* 18. Mai 2001 in Nottingham) ist ein britischer Schauspieler.

## Leben und Karriere
Khan wurde am 18. Mai 2001 in Nottingham geboren. Er schloss sein Studium am King's College London mit einem Bachelor of Arts in Geschichte ab. Sein Debüt gab er 2017 in dem Film Pin Cushion. Anschließend bekam er 2022 in der Fernsehserie Red Rose eine Hauptrolle. Im selben Jahr war er jeweils in einer Folge in Halo und in Rosie Molloy Gives Up Everything zu sehen. Außerdem trat Khan 2023 in dem Netflixfilm The School for Good and Evil auf. Seit 2023 spielte er in der Serie Everyone Else Burns mit. Unter anderem trat er in A Haunting in Venice auf.

## Filmografie
Filme
- 2017: Pin Cushion
- 2018: The Things We Do
- 2019: 6 Underground
- 2022: The School for Good and Evil
- 2023: A Haunting in Venice

Serien
- 2022: Halo
- 2022: Red Rose
- 2022: Rosie Molloy Gives Up Everything
- seit 2023: Everyone Else Burns
- 2024: Showtrial